# 巴莫姆杜
巴莫姆杜（鄒語：Pamomutu），是台灣鄒族神話中的社神、或稱守護門神，為神的一種類別，位階為下神，保護著各個部落。

## 職責
巴莫姆杜的性別不詳，每個部落各有一位，祂們的意思來自於阻止、防衛（Nomutu），是部落的守護神，平常寄宿在入口處的靈樹裡（如茄苳或赤榕樹），負責阻止疾病、惡靈和敵人入侵部落中，並對入侵者施以制裁、使其敗死，擁有保境的職責。

## 祭典
與巴莫姆杜相關的祭典主要為道路祭，但鄒族人平常就經常在路過時以酒、肉、糕獻祭。